# Rougier & Plé
Pour les articles homonymes, voir Rougier.
 (novembre 2011).
Si vous disposez d'ouvrages ou d'articles de référence ou si vous connaissez des sites web de qualité traitant du thème abordé ici, merci de compléter l'article en donnant les références utiles à sa vérifiabilité et en les liant à la section « Notes et références ».
Rougier & Plé est une des plus anciennes enseignes de distribution de produits de beaux-arts, arts graphiques, loisirs créatifs, papeterie et encadrement en France.

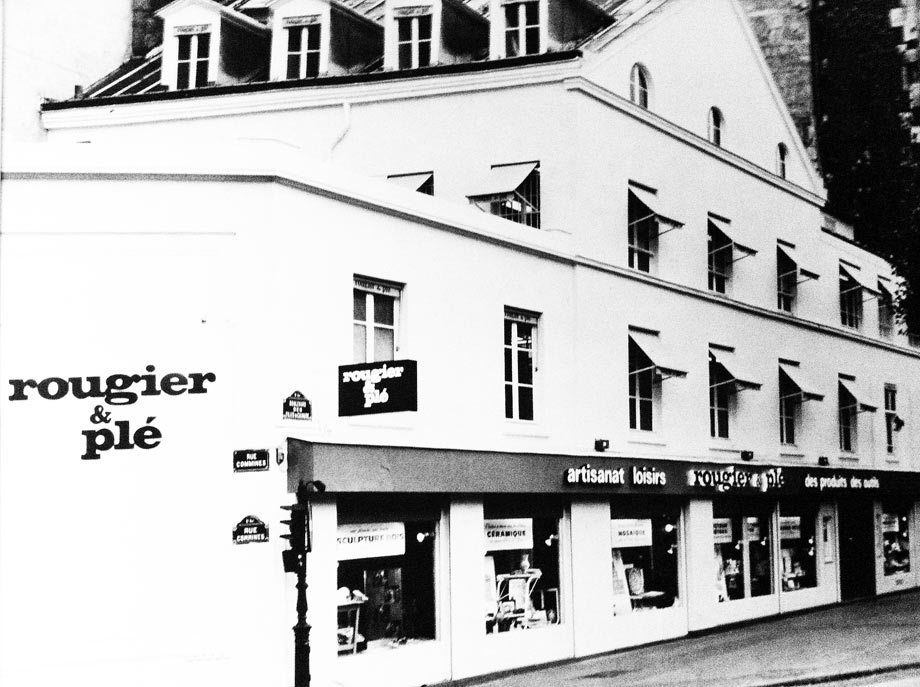
Magasin Rougier & Plé, 13-15 bd des Filles-du-Calvaire Paris III°.

## Histoire

### De 1854 à 2000, Émergence et développement d'une marque d'enseigne
Elle ouvre en 1854, et propose alors de la quincaillerie courante. Rougier & Plé est aussi une des entreprises pionnières de la vente par correspondance, publiant un catalogue dès 1905 (17 ans avant La Redoute et 27 avant Les 3 Suisses),. L'enseigne se développe et ouvre de nouveaux magasins à Bordeaux en 1980, Lyon en 1983, Lille et Nantes en 1984 et Aubagne en 1992.

### De 2000 à 2009, difficultés et regroupements
L'enseigne fusionne avec la société Graphigro en 2000, constituant un réseau de plus de 20 magasins. L'entreprise dépose le bilan en 2005, et est reprise par la société DeSerres France placée en liquidation judiciaire en juillet 2008,.
Elle est finalement reprise par les deux entrepreneurs Patrick Lasry et Pierre Madelpuech.
Elle permet de conserver 8 magasins (3 à Paris, à Lyon, Marseille, Lille, Toulouse et Strasbourg) et un maximum de salariés.

### Depuis 2010
Aujourd’hui, le groupe représente 30 magasins en France, soit un des tout premiers réseaux de spécialistes des beaux-arts, arts graphiques et encadrement du pays avec les enseignes Rougier & Plé, Graphigro, Artéïs, Color’i et les enseignes du groupement Art’pro.
Le Groupe Rougier & Plé est repreneur potentiel de 11 magasins (sur 26) de Virgin en avril 2013. 
L'enseigne ouvre un magasin à Avignon en 2014, puis à Nîmes, Troyes et Villebon-sur-Yvette en 2015. Deux autres magasins ouvrent à Mulhouse et Rennes en 2016. Un magasin ouvre à Rouen en 2017.
Un nouveau magasin ouvre également à Montpellier en août 2018, un autre à Velizy 2 en mai 2023 et un à Paris, au centre commercial Italie 2 en août 2023, en mai 2024 à nouveau à Toulon, centre commercial Mayol.